# غراهام مور (عالم)
غراهام مور (بالإنجليزية: Graham Moore)‏ عالم بريطاني.